# May Morris
Mary "May" Morris (Municipio de Bexley, Londres, 25 de marzo de 1862-Kelmscott Manor, 17 de octubre de 1938) fue una artesana, diseñadora de bordado, joyera y editora socialista británica.  

## Biografía
Nació el 25 de marzo de 1862 en la Red House, Bexleyheath, y fue llamada Mary porque nació en la Fiesta de la Anunciación. Fue la hija menor de la modelo de artistas, Jane Morris y del artista y diseñador prerrafaelita, William Morris. Aprendió a bordar de su madre y de su tía Bessie Burden. En 1878, se matriculó en la National Art Training School, precursora del Royal College of Art. En 1885, a los 23 años, se convirtió en Directora del Departamento de Bordado en la empresa de su padre Morris & Co.
En 1886, se enamoró de Henry Halliday Sparling (1860–1924), secretario de la Liga Socialista. A pesar de los reparos de su madre sobre su futuro yerno, se casaron el 14 de junio de 1890 en la oficina de registro de Fulham. Se divorciaron en 1898 y Morris retomó su apellido de soltera. 
En 1907, fundó el Women's Guild of Arts con Mary Elizabeth Turner, ya que el Art Workers Guild no admitía mujeres, y se convirtió en su primera presidenta.
Editó las Obras completas de su padre en 24 volúmenes para Longmans, Green and Company, publicadas de 1910 a 1915 y, tras su muerte, encargó la construcción de dos casas en el estilo favorito de su padre en el pueblo de Kelmscott en Cotswolds. Su compañera en Kelmscott desde 1917 hasta su muerte fue Mary Lobb, voluntaria del Ejército de Tierra en la aldea. Morris murió en Kelmscott Manor, el 17 de octubre de 1938.

## Bordado
Morris fue una influyente bordadora y diseñadora, aunque sus contribuciones a menudo se ven eclipsadas por las de su padre, una figura destacada en el movimiento artístico Arts and Crafts. Morris continuó con la recuperación del bordado de forma libre, enmarcándose en el estilo de la costura artística. La costura artística enfatizaba las costuras a mano alzada y el delicado sombreado en hilo de seda que se creía que fomentaba la autoexpresión en el bordador, en contraste con el punto de aguja del trabajo de lana de Berlín, de colores brillantes y su estética de "pintura por números", siendo este gran parte del bordado casero a mediados de siglo XIX. 
Morris también participó activamente en la Royal School of Art Needlework (ahora Royal School of Needlework), fundada como una organización benéfica en 1872 bajo el patrocinio de la princesa Elena para mantener y desarrollar el arte de la costura a través de educación formal. La escuela abrió originalmente en el otoño de 1872 en locales de Sloane Street, Londres, con un personal de veinte mujeres supervisadas por Victoria Welby y la Sra. Dolby, una "autoridad en el trabajo eclesiástico". Si bien los cursos de diseño para mujeres que ofrecían las escuelas gubernamentales eran solo teóricos, la Royal School of Art Needlework tenía la ventaja de una capacitación técnica manual y práctica. La escuela creció rápidamente, y en 1875 se había mudado por tercera vez, convenientemente ubicada en Exhibition Road, al lado del Museo South Kensington (actual Museo de Victoria y Alberto). Las colecciones de bordados del Museo fueron estudiadas para comprender y retomar la técnica de estos trabajos antiguos. 
Entre el personal de la Royal School of Art Needlework estuvo la hermana de Jane Morris, Elizabeth Burden, jefa instructora técnica desde 1880, y las diseñadoras Deborah Birnbaum (c. 1889) y Nellie Whichelo (c. 1890).
Morris enseñó bordado en la Escuela Central de Arte de LCC en Londres desde 1897, y fue jefa del departamento de bordado desde 1899 hasta 1905, después continuó su asociación con la institución, como invitada hasta 1910. También enseñó en Birmingham, Leicester y la Hammersmith Art School. 
Hacia 1916, había muchas escuelas de arte bajo el paraguas de LCC que incluían bordados en su plan de estudios. Entre los profesores se encontraban las hermanas Ellen M. Wright y Fanny I. Wright, ambas empleadas anteriormente en el Departamento de Bordado de Morris & Co. y formadas por Morris. Ellen M. Wright también enseñó en la Escuela de Arte de Clapham, con la ayuda de F. Pooley; y Eleanor R. Harriss y L. Frampton enseñaron en la Escuela de Artes y Oficios de Hammersmith.

## Joyería
Morris también diseñó e hizo joyas. Comenzó a diseñar joyas a principios del siglo XX y probablemente se inspiró en los joyeros de Birmingham Arthur y Georgie Gaskin, que eran viejos amigos de la familia. Ejemplos de sus joyas se encuentran en el Museo de Victoria y Alberto y Museo Nacional de Gales. 

## Galería

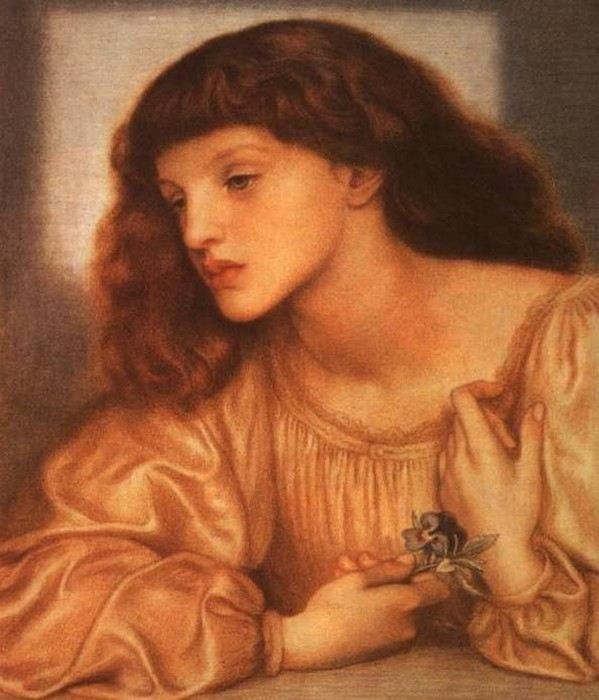
Retrato de May Morris por Dante Rossetti
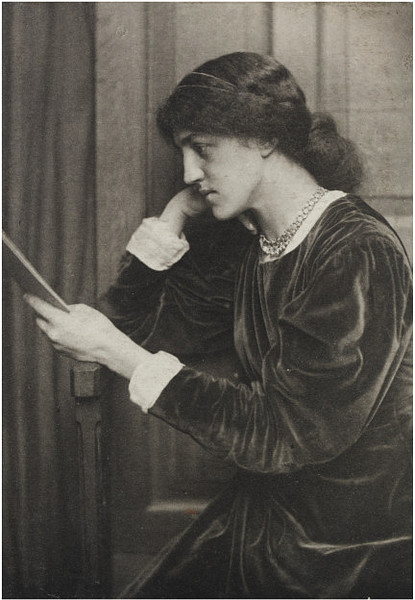
May Morris 1887
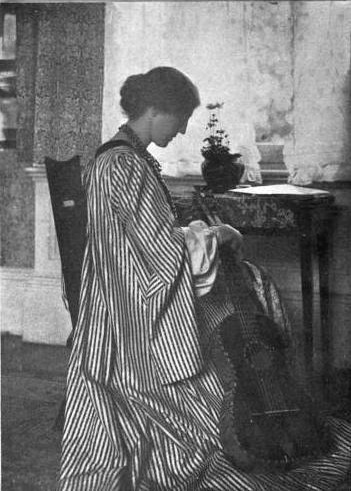
May Morris by William Smedley-Aston 1904
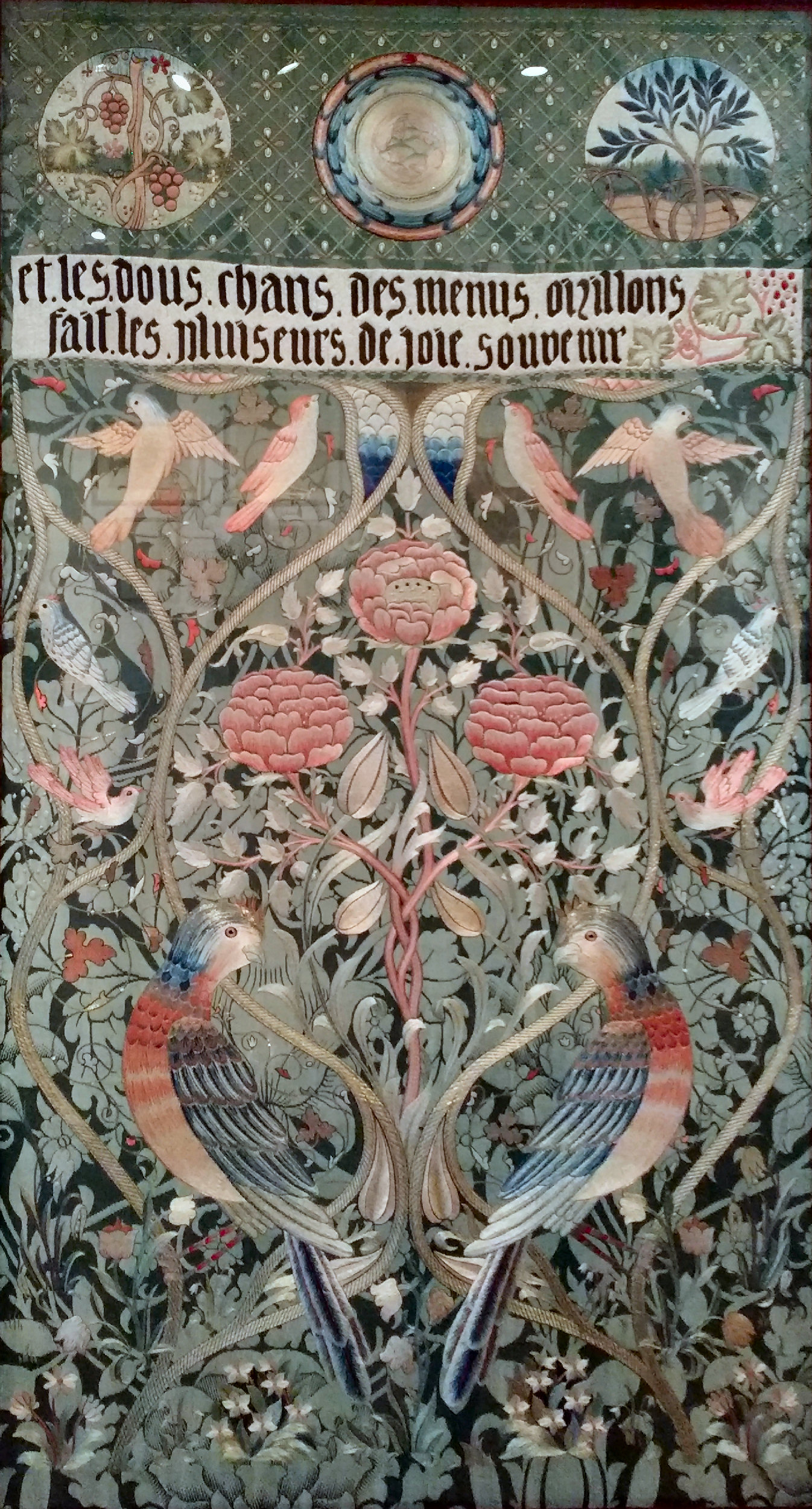
May Morris Embroidery, Autumn and Winter (Bordado de May Morris, Otoño e Invierno)
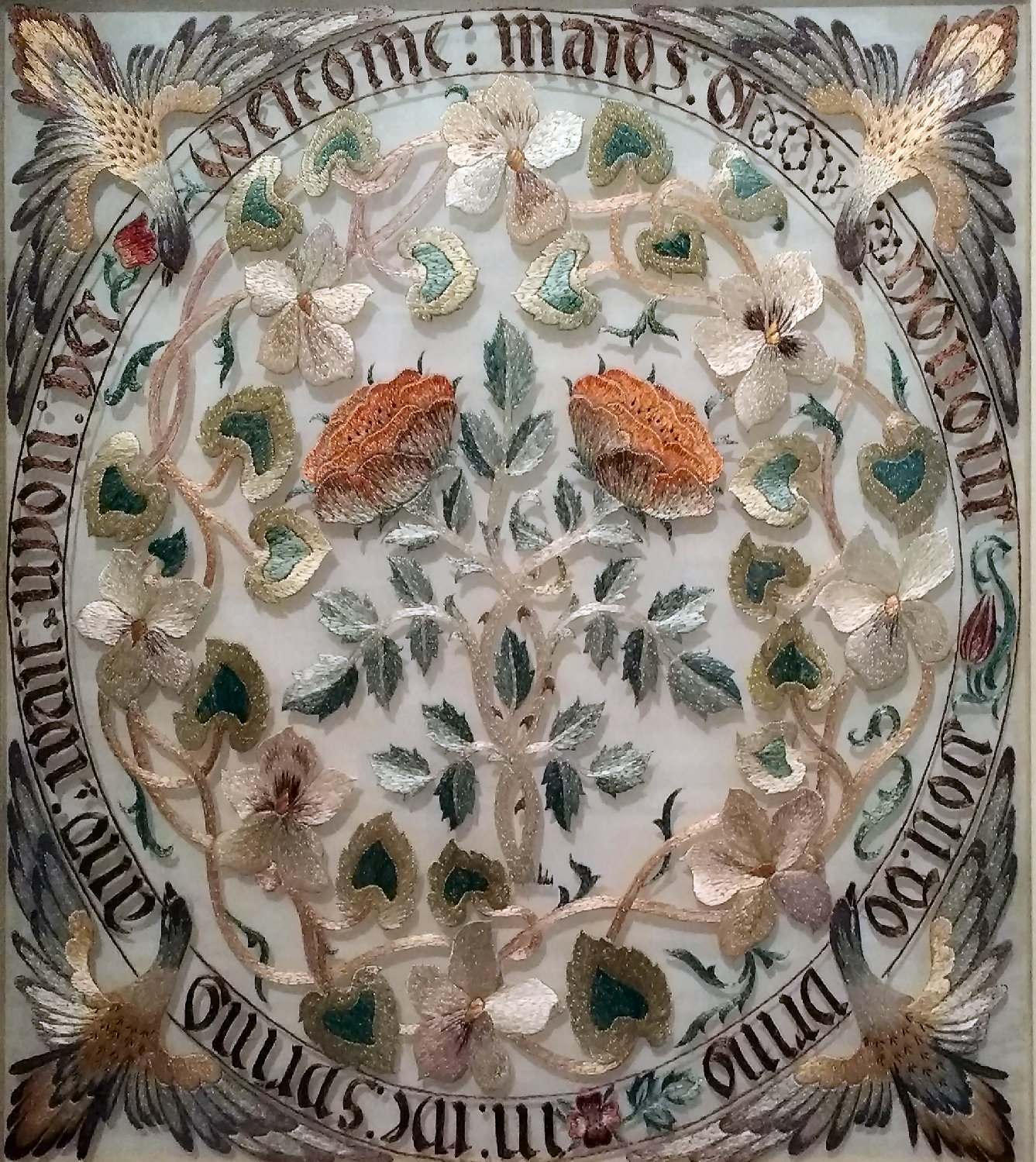
May Morris Embroidery, Maids of Honour (May Morris Bordado, Damas de Honor)
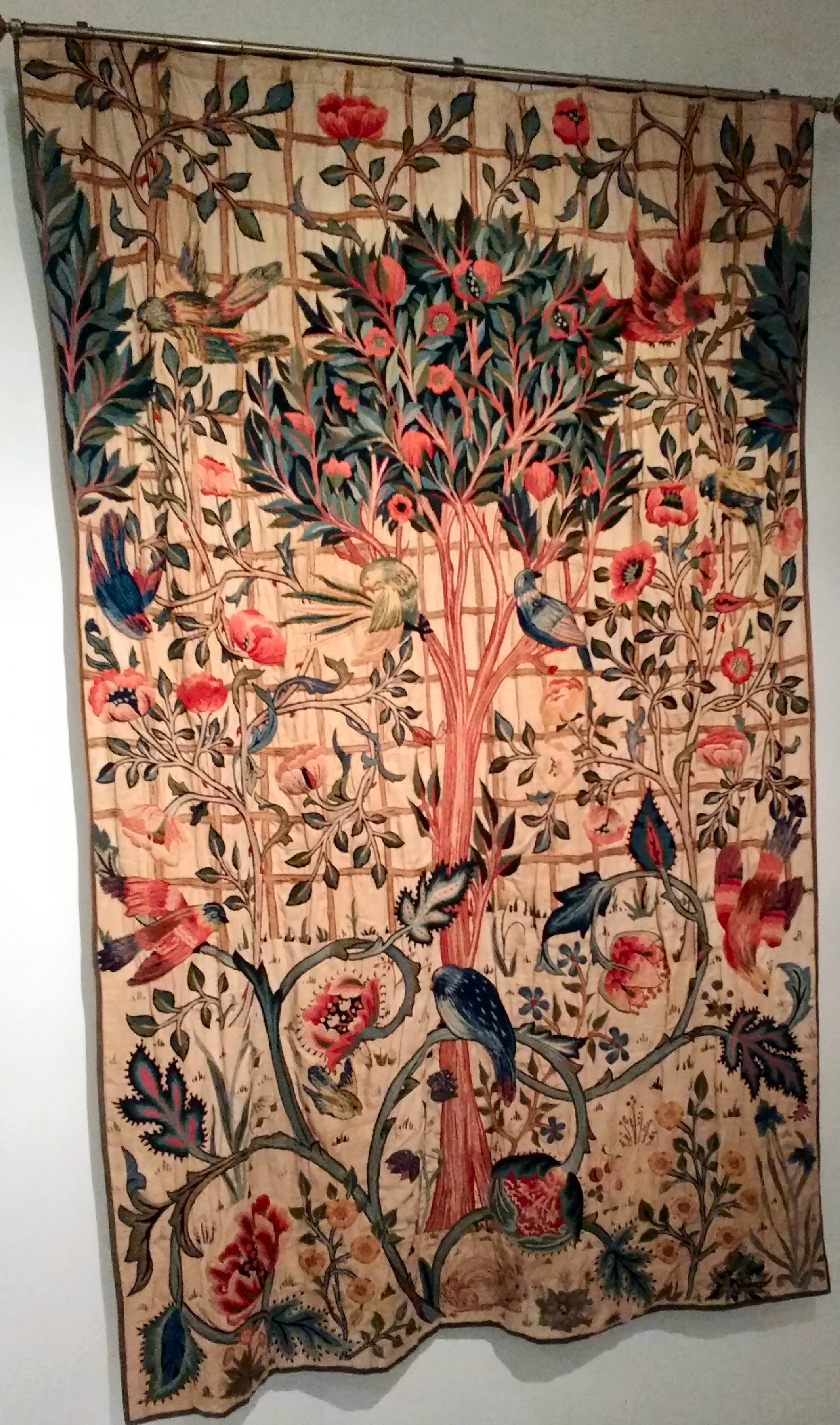
May Morris Embroidery, bed hanging
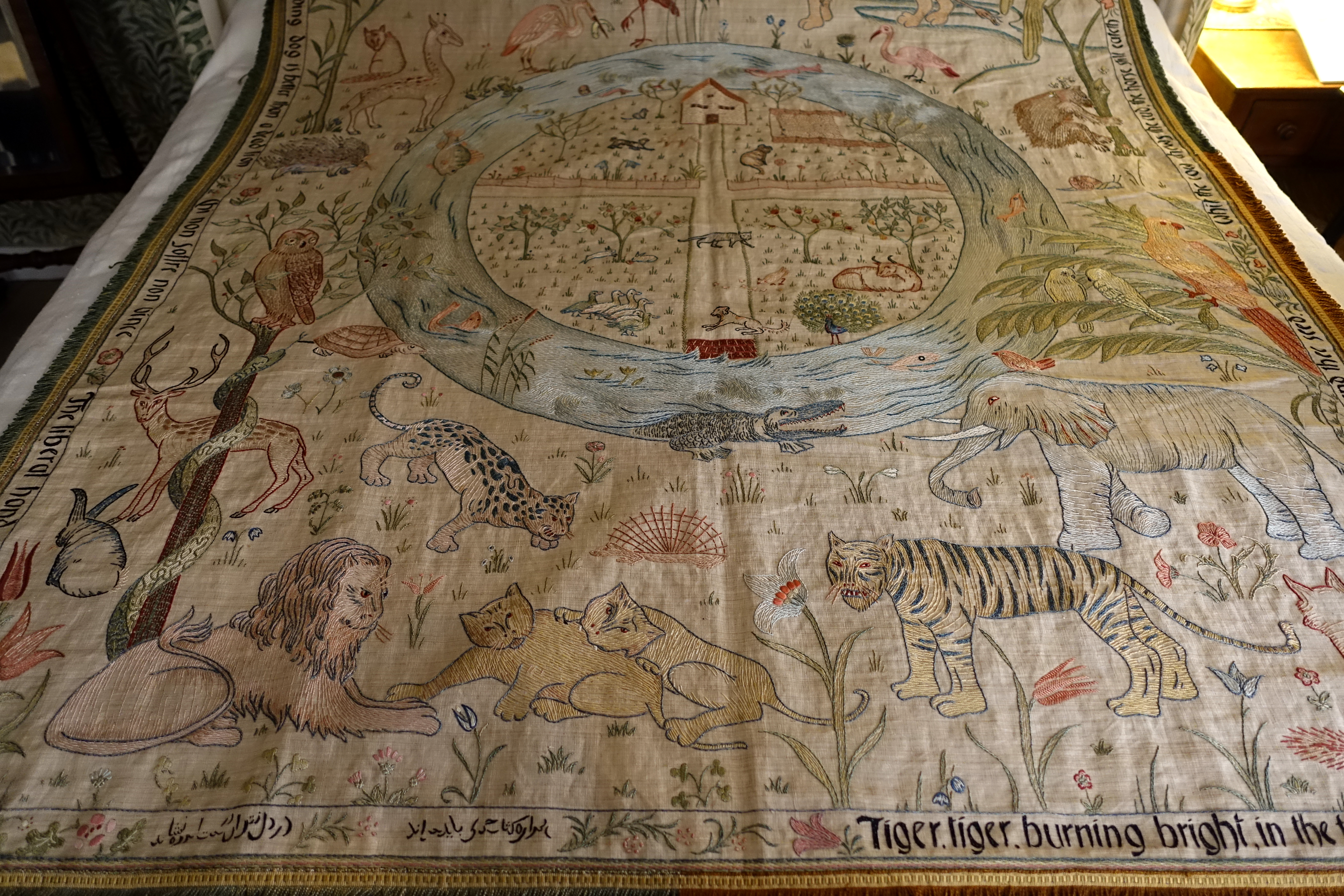
Tiger tiger burning bright, cot quilt designed by May Morris, embroidered by Jane Morris, c. 1900, silk on textile, - Kelmscott Manor - Oxfordshire, England (colcha de cuna diseñada por May Morris, bordada por Jane Morris, c. 1900, seda sobre textil)
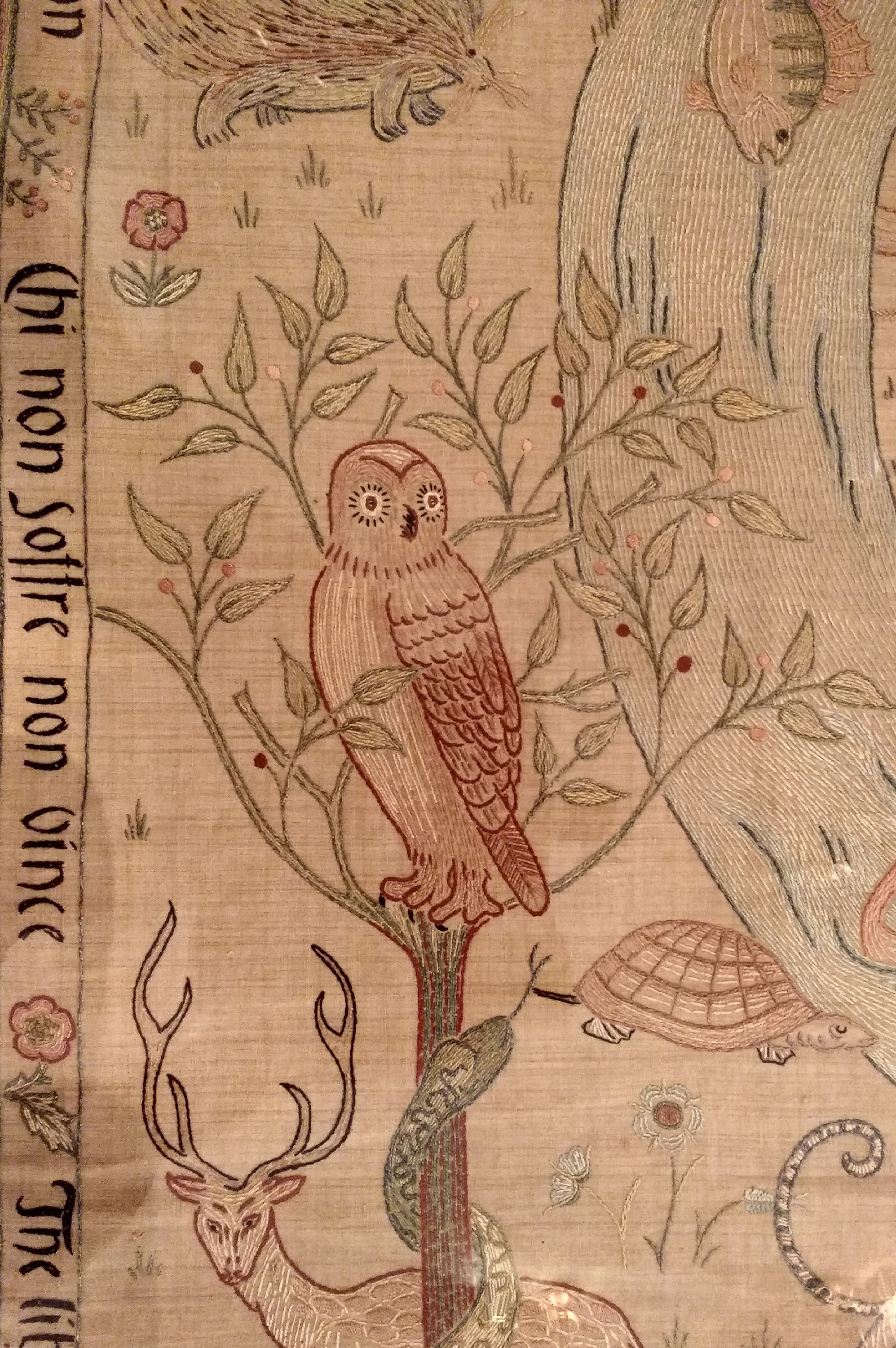
May Morris Embroidery, The Homestead
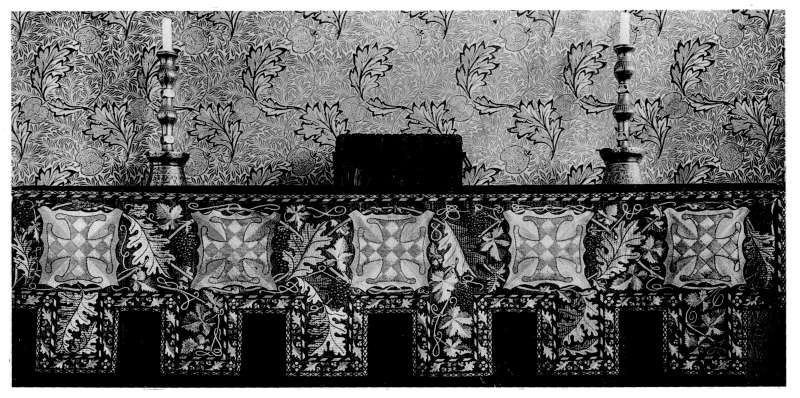
Frontal del altar bordado, ejecutado por May Morris a partir de un diseño de Philip Webb.

## Publicaciones
- Decorative Needlework. London: Joseph Hughes & Co., 1893.
- ed and Introd. Collected Works of William Morris. 24 v. London: Longmans, Green, 1910–1915. New York: Russell & Russell, 1966.
- "Coptic Textiles". Architectural Review 5 (1899), 274–287.
- "Chain Stitch Embroidery". Century Guild Hobby Horse 3 (1888), 25–29.
- "Line Embroidery". Art Workers' Quarterly 1:4 (October 1902), 117–121.
- "Opus Anglicanum – The Syon Cope". Burlington Magazine 6 (October 1904 – March 1905), 278–285.
- "Opus Anglicanum II – The Ascoli Cope". Burlington Magazine 6 (October 1904 – March 1905), 440–448.
- "Opus Anglicanum III – The Pienza Cope". Burlington Magazine 7 (April–September 1905), 54–65.
- "Opus Anglicanum at the Burlington Fine Arts Club". Burlington Magazine 7 (April–September 1905), 302–309.
- "William Morris". Letter. Times Literary Supplement. 905 (22 May 1919), 280.
- "William Morris". Letter. Times Literary Supplement. 1685 (17 May 1934).